# Књига госта (едиција)
Књига госта је едиција коју је покренула Градска библиотека Владислав Петковић Дис из Чачка 1973. године. 

## О едицији
Градска библиотека „Владислав Петковић” Дис из Чачка покренула је, у оквиру своје издавачке продукције, едицију Књига госта, првенствено намењену објављивању изабраних и нових песама добитника Дисове награде. Књиге су до 1987. године имале формат 16 x 21 cm са повременим одступањима. Касније је устаљен формат 13,5 x 20,5. За ликовно–графичку опрему били су задужени: Грујица Лазаревић, Зоран Јовановић, Милош Ћирић, Милош Бајић, Сава Лабан, Младен Србиновић, Миле Грозданић, Томислав Лукић, Мирјана Живковић и Зоран Јуреш.

### Тираж
Почетни тираж био је 500 примерака, да би касније ишао и до 1500, а највећи тираж, 2000 примерака, имала је збирка поезије Земља Бранка В. Радичевића.

## Уредници едиције
Едицију Књига госта уређивали су: 
- Александар Јовановић
- Владислав Поповић
- Радован М. Маринковић
- Љубомир Марковић
- Марија Орбовић
- Милан Мартиновић
- Радојко Николић
- Даница Оташевић.

## Издавачи едиције
Свих 40 књига едиције издала је Градска библиотека у Чачку, са повременим учешћем Чачанског гласа, СИЗ-а културе Чачак или Градца.

## Објављене књиге
1. Милош Црњански, Стражилово, 1973.
2. Скендер Куленовић, Стојанка мајка Кнежопољка, 1975.
3. Бранко В. Радичевић, Земља, 1976.
4. Душан Костић, Балада, мене крај мостова, 1977.
5. Блаже Конески, Стара лоза, 1978.
6. Стеван Раичковић, Три песме о Тиси, 1979.
7. Јуре Каштелан, Коњиц без коњика, 1980.
8. Славко Вукосављевић, Родољубиве песме, 1981.
9. Изет Сарајлић, Неко је звонио, 1982.
10. Александар Ристовић, Горе и доле, 1983.
11. Цирил Злобец, У трагању за својим ликом, 1984.
12. Борислав Радовић, Тридесет изабраних песама, 1985.
13. Весна Парун, Понорница, 1986.
14. Радован Павловски, Младић који спава у подне, 1987.
15. Иван В. Лалић, Византија, 1988.
16. Љубомир Симовић, Храст на Повлену, 1989.
17. Матија Бећковић, Надкокот, 1990.
18. Танасије Младеновић, Тридесет три сонета, 1991.
19. Алек Вукадиновић, Бајка кућне слике, 1992.
20. Јован Христић, Нове и најновије песме, 1993.
21. Милутин Петровић, Промена, 1994.
22. Милован Данојлић, На обали, 1995.
23. Миодраг Павловић, Небо у пећини, 1996.
24. Драган Колунџија, Затвореник у ружи међу својима, 1997.
25. Божидар Тимотијевић, Песме (1951—1997), 1998.
26. Милосав Тешић, Бубњалица у пчелињаку, 2001.
27. Мирослав Максимовић, Београдске песме, 2002.
28. Душко Новаковић, Изабрао сам месец, 2003.
29. Радмила Лазић, Пољуби ил уби, 2004.
30. Војислав Карановић, Дах ствари, 2005.
31. Слободан Зубановић, Дорћолски дисконт, 2006.
32. Милан Ђорђевић, Ватра у башти, 2007.
33. Владимир Копицл, Совин избор, 2008.
34. Никола Вујчић, Расути звук, 2009.
35. Саша Јеленковић, Књига о сумњи, 2010.
36. Живорад Недељковић, Неумерени рад година, 2011.
37. Драган Јовановић Данилов, Вино с вулкана, 2012.
38. Ана Ристовић, Нешто светли, 2014.
39. Саша Радојчић, Дуге и кратке песме, 2015.
40. Томислав Маринковић, Издвојене тишине, 2016.